# Pompiliu Georgescu
Pompiliu Georgescu (n. ? - d. ?) a fost un general român, activ în timpul celui de-al Doilea Război Mondial.
A fost înaintat la gradul de maior în 1 octombrie 1927, la gradul de locotenent-colonel în 8 iunie 1934 și la gradul de colonel în 8 iunie 1940. Prin decretul regal nr. 2.241 din 21 noiembrie 1944 i s-a rectificat vechimea în grad astfel: maior (1 iulie 1927), locotenent-colonel (10 mai 1934) și colonel (27 februarie 1939). A fost invalid reintegrat.
Generalul de divizie Pompiliu Georgescu a fost trecut în cadrul disponibil la 9 august 1946, în baza legii nr. 433 din 1946, și apoi, din oficiu, în poziția de rezervă la 9 august 1947.